# Monster Hunter World: Iceborne
Monster Hunter World: Iceborne (モンスターハンターワールド：アイスボーン?, Monsutā Hantā Wārudo: Aisubōn) è un'espansione sviluppata e prodotta da Capcom per il videogioco action RPG del 2018 Monster Hunter: World, pubblicata il 6 settembre 2019 per Playstation 4 e Xbox One e il 9 gennaio 2020 per Windows. Introduce nuovi mostri, meccaniche di gioco migliorate e una nuova storia ambientata in una regione artica conosciuta come Distese brinose. Il gioco fu un successo commerciale e di critica, vendendo oltre 6 milioni di copie.

## Trama
Poco tempo dopo gli eventi di World, il cacciatore e l'Assistente vengono inviati nella Foresta antica per indagare sull'insolita presenza di Legiana nella zona. Arrivati sul posto i due assistono a una mastodontica migrazione di queste creature, dirette oltre il mare attirate da un misterioso canto ed incalzate da un mostro volante. 
La commissione decide così di inseguire i mostri utilizzando l'aeronave della Terza flotta, scoprendo così un nuovo continente insulare che viene battezzato Oltreterra ed una landa coperta da ghiaccio perenne che compone maggior parte dell'isola, la quale viene chiamata Distese brinose. Dopo aver affrontato un Beotodus, il protagonista riesce a trovare un luogo di atterraggio per l'aeronave, grazie all'arrivo della quale viene costruita la base operativa della commissione nel nuovo continente, che viene ribattezzata Seliana. Poco dopo, il cacciatore ritorna nelle distese per occuparsi di un territoriale Banbaro, che minaccia l'arrivo di alcuni rifornimenti.
Più tardi, il cacciatore e l'Assistente escono in spedizione insieme all'Esploratrice nelle distese per poter trovare indizi relativi al misterioso canto e ad alcuni eventi sismici apparentemente collegati a esso; il gruppo sembra trovare un passaggio, ma vengono attaccati da una nuova sottospecie, un Tobi-Kadachi vipera. Eliminato il mostro, i tre varcano il passaggio e trovano il relitto di una nave; grazie al simbolo su di essa, l'Esploratrice la identifica come la nave appartenuta al suo mentore, un esploratore che cinquanta anni prima, prima ancora della fondazione della commissione, si diresse alla scoperta di un "nuovo continente" guidato da un canto (lo stesso che si sta presentando ora) ma che non fece mai più ritorno. Vicino alla nave, trovano alcuni appunti del vecchio e una scaglia, identica alla stessa che il nonno dell'Assistente le diede dopo essere tornato dal Nuovo Mondo. Così, le due decidono di partire insieme per scoprire il mistero delle scaglie, mentre il cacciatore, al quale viene momentaneamente assegnata l'Assistente seria, ritorna nel Nuovo Mondo per occuparsi di alcune sottospecie (una di Paolumu e l'altra di Pukei-Pukei) avvistate nella zona.
Sistemate le due sottospecie, i due ritornano di corsa nell'Oltreterra, avendo saputo dal Capo della squadra operativa che un Barioth minaccia di attaccare l'Assistente e l'Esploratrice. Dopo essersi sbarazzato del mostro, il protagonista si incontra con le due, venendo però attaccato da un misterioso drago anziano, lo stesso che incalzava i Legiana durante la migrazione e che in quell'istante perde una scaglia, identica a quella posseduta dall'Assistente. L'Esploratrice riconosce così finalmente il mostro come un drago anziano leggendario di nome Velkhana, lo stesso che a quanto pare uccise il suo mentore. Il drago si dirige poi nel Nuovo Mondo.
Mentre l'Esploratrice e l'Assistente seria rimangono nell'Oltreterra, il protagonista e l'Assistente ritornano nel Nuovo Mondo per occuparsi di alcuni mostri del Vecchio Mondo avvistati in varie zone, anch'essi apparentemente attirati dal canto e che vanno eliminati. Sbarazzatosi dei mostri (rivelatisi essere un Nargacuga, un Glavenus, un Tigrex e un Brachydios) e raccolte delle tracce del Velkhana, il cacciatore localizza il drago anziano nella Landa dei cristalli, riuscendo infine a respingerlo ed obbligandolo a ripiegare nuovamente nell'Oltreterra. Tornati nel nuovo continente, protagonista e Assistente salvano l'Esploratrice da una variante di Legiana (un Legiana glaciale) ed eliminano una sottospecie di Anjanath chiamata Anjanath tonante, che minacciava l'arrivo di alcuni rifornimenti a Seliana.
Tuttavia, vengono richiamati nel Nuovo Mondo dal Comandante, che comunica loro della presenza di due nuove sottospecie, una di Glavenus e l'altra di Odogaron, che vanno eliminate. Mentre sono via, però, il Velkhana ne approfitta per attaccare Seliana nel tentativo di scacciare la commissione dal suo territorio, venendo respinto in extremis dall'arrivo del protagonista, che alla fine si dirige nuovamente nelle distese e lo uccide una volta per tutte. Gli eventi sismici tuttavia non si fermano e sembrano addirittura aumentare, il che porta la commissione a capire che in realtà il Velkhana era semplicemente un drago anziano molto territoriale e che non aveva nulla a che fare con i terremoti o con il canto.
Dopo essersi diretto nella Landa dei cristalli sotto consiglio del Segugio, il protagonista incontra l'Ammiraglio, il quale ha trovato alcune tracce di Nergigante (che a quanto sembra pare essere sopravvissuto agli eventi del gioco originale). L'incontro fra i due viene interrotto dall'arrivo di un Bazelgeuse vulcanico, variante di Bazelgeuse che viene eliminata dal cacciatore. Dopo aver così raccolto numerose tracce di drago anziano e aver eliminato prima un Vaal Hazak funereo (variante di Vaal Hazak della Foresta antica) e poi un Namielle (nuovo drago anziano degli Altipiani corallini), la commissione scopre che gli eventi sismici seguono una spirale che porta a un'isola a ovest dell'Oltreterra. Lì, secondo il Comandante, si trova l'Antico onnipresente, drago anziano che sarebbe la causa delle scosse e del canto.
Il protagonista, l'Assistente e l'Esploratrice utilizzano quindi uno dei vecchi prototipi di aeronave costruiti dalla Prima flotta per raggiungere l'isola, dove il cacciatore incontra il Nergigante, che li stava aspettando. Esso, in seguito allo scontro con il protagonista tempo prima, è diventato una variante conosciuta come Nergigante razziatore, ancora più potente. I due si affrontano e il protagonista riesce apparentemente a uccidere il drago anziano, il cui corpo cade però in un crepaccio in seguito a un terremoto. Raggiungendo l'origine delle scosse, il cacciatore affronta finalmente il mastodontico Antico onnipresente, riuscendo a eliminarlo. Dopo l'arrivo del resto della commissione, il mostro si rialza in piedi, venendo però ucciso dal Nergigante razziatore, anch'esso ancora in vita.
Durante i festeggiamenti, la commissione discute sull'accaduto arrivando alla conclusione del mistero: l'Antico onnipresente, ora ribattezzato Shara Ishvalda, è un drago anziano in grado di plasmare la terra grazie alle vibrazioni delle ali, le quali durante il procedimento emettono un suono simile a un canto. Queste attività avevano stravolto l'ecosistema spiegando le migrazioni e l'apparizione di nuovi mostri. Il Segugio, infine, riesce finalmente a capire il ruolo del misterioso Nergigante nell'ecosistema: il drago anziano non è nient'altro che lo strumento di bilanciamento della natura, che regola l'ordine naturale, (impedendo che creature troppo potenti possano danneggiare l'ecosistema), il che spiega perché si fosse diretto nella Landa dei cristalli durante gli eventi di World (per eliminare lo Xeno'jiiva) e perché si trovasse sull'isola dell'Antico onnipresente (aspettava che uscisse allo scoperto per eliminarlo).
Nonostante ciò, il Nergigante razziatore è sempre una minaccia e necessita di essere abbattuto. Mentre lo inseguono, il protagonista e l'Assistente si imbattono nelle Terre guida, nuovo continente e meraviglia naturale che intreccia i biomi di tutte le aree presenti nel gioco originale, generato da nientemeno che la bioenergia rilasciata dallo Zorah Magdaros dopo la sua morte. Lì, dopo aver esplorato la zona (affrontando anche numerosi mostri del Vecchio Mondo, fra i quali lo Zinogre e lo Yian Garuga), hanno il loro incontro finale con il Nergigante razziatore, uccidendolo.
In seguito (tramite alcuni Incarichi Speciali), nelle Terre guida compariranno vari mostri nuovi, tra i quali il Rajang e lo Zinogre stigeo e verranno scoperti altri due nuovi biomi (Vulcanico e Brinoso). La bioenergia della zona sarà anche fuori controllo, il che porterà la commissione a scoprirne la vera origine: il Safi'jiiva, forma adulta dello Xeno'jiiva sopravvissuto agli eventi del gioco originale, il quale verrà ucciso dal protagonista per evitare che distrugga totalmente l'ecosistema locale.
Tuttavia, i disordini energetici causati dal mostro proseguiranno anche dopo la sua morte, portando nel nuovo continente altrettanti mostri, fra i quali le due varianti Brachydios rabbioso e Rajang furioso ed infine il mostruoso drago nero Alatreon.
In seguito, la commissione si ritrova ad affrontare un secondo Alatreon ferito nella Valle remota (dove si erano presentati il Safi'jiiva ed il primo Alatreon), venendo infine informata da un Generale della Gilda di numerosi disturbi nell'ecosistema del Vecchio Mondo (terremoti, il cielo che cambia colore, draghi anziani che scompaiono ed intere specie che iniziano lentamente ad estinguersi). La causa non è nientedimeno che la creatura più potente mai avvistata sulla faccia della terra: il leggendario drago anziano noto come Fatalis, soprannominato il Drago Oscuro, conosciuto per aver completamente obliterato la nazione di Schrade in una singola notte diversi millenni fa, per poi sparire. Ora che è tornato, l'intero mondo rischia l'estinzione. La commissione si dirige quindi al Castello di Schrade insieme alla più grande flotta mai messa insieme dalla Gilda per eliminare questa diabolica creatura. Tuttavia, il mostro si rivela essere all'altezza della sua reputazione, manifestandosi sul luogo ben tre mesi prima pur di annientare ogni essere umano (per i quali nutre un odio semplicemente innaturale). Grazie all'aiuto dello Spavaldo di classe-A, che rimane ferito durante lo scontro, il protagonista riesce dopo una battaglia destinata ad entrare nella storia, ad uccidere una volta per tutte la leggendaria creatura, concludendo una volta per tutte l'arco narrativo legato alla Commissione di ricerca.

## Modalità di gioco
Similmente al gioco base, in Iceborne il giocatore veste i panni di un cacciatore incaricato di uccidere o catturare mostri da solo o collaborando con gli altri giocatori. Iceborne presenta inoltre un nuovo ecosistema artico chiamato Distese brinose, una delle mappe più grandi mai create dal team di sviluppo, dove sarà possibile incontrare creature inedite e ritornanti dai titoli passati. Man mano che il giocatore avanza nella storia, sempre più zone delle Distese divengono disponibili e visitabili. A causa del clima rigido, i giocatori saranno costretti a consumare bevande calde o a sostare in delle sorgenti termali per impedire che la resistenza cali. La neve rallenta inoltre i movimenti dei cacciatori. Seliana è la base situata nelle Distese brinose, dove i giocatori possono visitare fabbro e chef. L'espansione presenta anche un nuovo sistema di viaggio rapido chiamato Cacciaprede, che permette ai giocatori di addomesticare e cavalcare alcuni mostri piccoli per viaggiare fino ad un certo punto della mappa o per inseguire un mostro grande.
Capcom ha introdotto delle nuove opzioni di combattimento e gadget, come la possibilità di aggrapparsi ad un mostro utilizzando il nuovo Rampino artiglio ed in seguito stordirlo tramite il Colpo sussultante. È possibile inoltre utilizzare la fionda anche con l'arma sguainata. Tutte le categorie di armi guadagnano nuovi rami di miglioramento e mosse aggiuntive per incrementarne la potenza. Le armature già esistenti hanno inoltre aumentato il loro livello massimo. Iceborne ha inoltre aggiunto nuovi stili armatura, i quali permettono ai cacciatori di indossare determinate armature per modificarne l'aspetto esteriore mantenendo le abilità dell'equipaggiamento normale. È stato anche introdotto un nuovo grado di difficoltà noto come Grado maestro. Raggiungendolo, i giocatori possono affrontare creature più potenti ma guadagnare al contempo materiali più pregiati.

## Sviluppo e pubblicazione
Alla fine del 2018, Capcom annunciò un'espansione per Monster Hunter: World denominata Iceborne, la quale sarebbe poi stata distribuita il 6 settembre 2019 per PlayStation 4 e Xbox One e il 9 gennaio 2020 per Windows. Iceborne ha aggiunto nuove zone di caccia, mostri, missioni ed una storia inedita ambientata dopo gli eventi di World; l'insieme di tutti questi contenuti corrisponde più o meno alla quantità di contenuti presentati nei titoli "Ultimate" precedenti. Una beta a tempo limitato venne resa disponibile per gli utenti PlayStation 4 nel Giugno del 2019 Iceborne è l'unica espansione di World, che conclude la sua storia e viene supportata con alcuni aggiornamenti gratuiti in seguito.
Il team di sviluppo ha paragonato Iceborne alle espansioni dei titoli precedenti, ad esempio Monster Hunter 4 Ultimate rispetto a Monster Hunter 4. Come i suddetti capitoli, Iceborne ha aggiunto un grado di difficoltà aggiuntivo; nei precedenti capitoli, esso era noto come "Grado G", mentre in Iceborne viene chiamato "Grado maestro". Le missioni di quest'ultimo grado sono molto più impegnative di quelle dell'Alto grado, ma garantiscono ricompense più pregiate che permettono di forgiare equipaggiamento più potente. Il team di sviluppo ha inoltre affermato che la difficoltà di Iceborne sarebbe stata molto più elevata rispetto a World, poiché mentre il gioco base aveva il compito di avvicinare i novizi al franchise, l'espansione dà per scontato che ormai si siano adeguati alla difficoltà.
Iceborne introduce una nuova area gelida, la quale obbliga i giocatori a fare i conti con gli effetti nocivi del freddo e con la neve che rallenta i movimenti; sono stati però aggiunti nuovi strumenti per agevolare la caccia. Poiché gli sviluppatori hanno supposto che alcuni giocatori possano ancora non aver terminato la storia di World all'uscita di Iceborne, sono state introdotte nuove meccaniche per permettere loro di raggiungere l'espansione più in fretta; ad esempio, le nuove mosse delle armi ed il Rampino artiglio saranno disponibili in seguito all'aggiornamento anche se la storia iniziale non sarà stata completata, insieme ad una nuova armatura e delle armi che permettono di superare facilmente l'Alto grado e l'inizio del Grado maestro.
Inoltre, alcuni cambiamenti introdotti in Iceborne hanno avuto un impatto enorme su problemi che presentava invece il gioco base. Una particolare innovazione è legata alla difficoltà delle cacce multigiocatore rispetto a quelle giocatore singolo; infatti, World faceva scalare la difficoltà a seconda del numero di giocatori (quindi un mostro affrontato da quattro cacciatori avrebbe avuto molta più salute rispetto ad uno affrontato da uno solo), ma non permetteva cambiamenti, quindi se quattro cacciatori accettavano una missione ma poi abbandonavano, il restante si sarebbe ritrovato ad affrontare da solo un mostro la cui salute era stata settata per quattro. Iceborne risolve questo problema facendo scalare la difficoltà a seconda del numero di cacciatori e riducendo la salute del mostro se i cacciatori abbandonano.
Oltre all'espansione in sé, Capcom ha aggiunto ulteriori mostri insieme agli aggiornamenti gratuiti, i quali includono mostri ritornanti dai capitoli precedenti e varietà di mostri già presenti. Alcuni aggiornamenti hanno anche aggiunto meccaniche che sono state rese disponibili anche per i giocatori che non hanno acquistato Iceborne. Inizialmente gli aggiornamenti gratuiti erano stati distribuiti esclusivamente per console, ma Capcom ha deciso di incrementare la velocità di quelli per PC, portando così entrambe le versioni ad un punto di parità nell'Aprile del 2020. Gli aggiornamenti gratuiti sono proseguiti fino all'Ottobre del 2020 con l'introduzione del Fatalis, che Capcom ha annunciato sarebbe stato l'ultimo mostro aggiunto, pur continuando a perfezionare il gioco con ulteriori patch ed eventi stagionali. Un aggiornamento gratuito di Dicembre 2020 ha fatto ruotare ogni due settimane gli eventi stagionali precedenti, rendendo disponibili tutte le missioni evento.

## Accoglienza
| Testata                          | Versione      | Giudizio |
| -------------------------------- | ------------- | -------- |
| Metacritic (media al 16/06/2022) | Xbox One      | 90/100   |
| Metacritic (media al 16/06/2022) | PlayStation 4 | 89/100   |
| Metacritic (media al 16/06/2022) | PC            | 87/100   |
| OpenCritic (media al 16/06/2022) | varie         | 90/100   |

Iceborne ha ricevuto delle recensioni "generalmente favorevoli" secondo Metacritic, con la critica che ha particolarmente elogiato le dimensioni dell'espansione, paragonabili a quelle del gioco originale.

### Vendite
Capcom ha in seguito affermato che, solamente due settimane dopo la pubblicazione, il gioco aveva già venduto 2,5 milioni di copie.
Nel settembre del 2020, le vendite di Iceborne avevano ormai raggiunto i 6,6 milioni.